# Stångenäs AIS

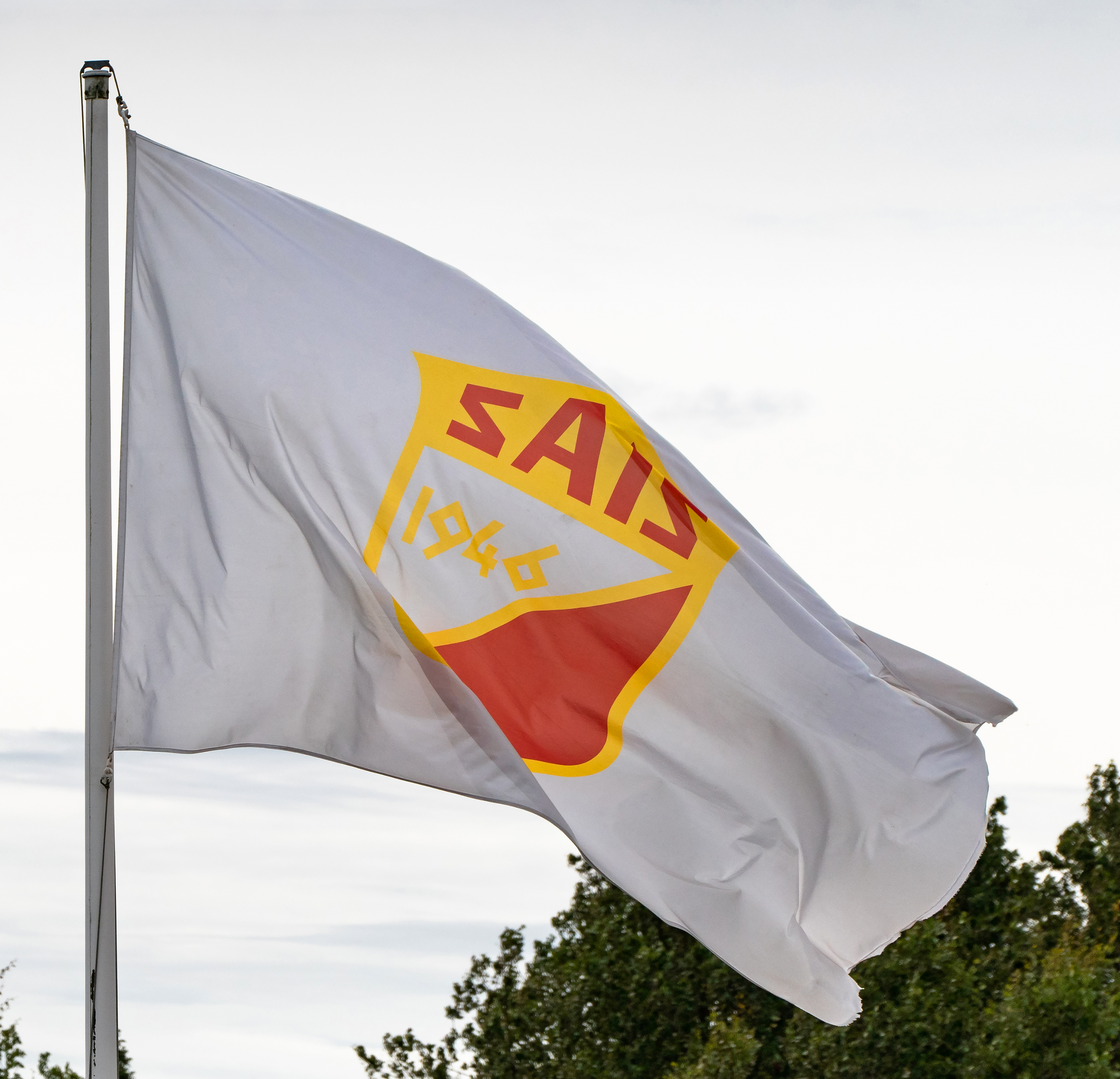
SAIS flagga med klubbemblem

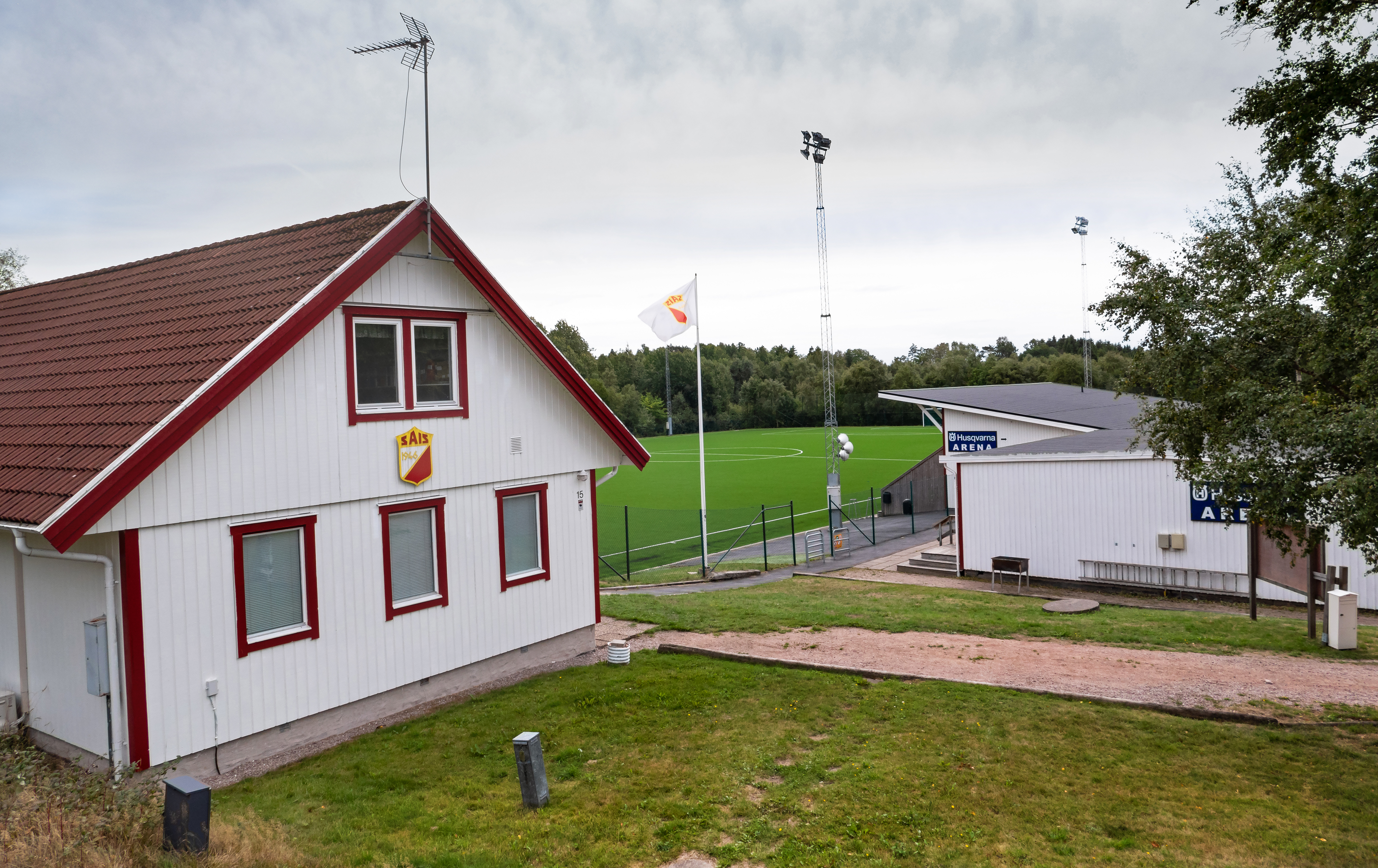
SAIS klubbhus vid Brastad arena i Brastad

Stångenäs AIS är en flersektionsförening och har Brastad med omnejd som upptagningsområde. Stångenäs AIS är en av Lysekils kommuns största föreningar med cirka 500 medlemmar.
SAIS är en sammanslagning av två klubbar, Brastads IS och Härnäsets GoIF. Sammanslagningen ägde rum 1957. Brastads IS grundades 1946 och detta år har kommit att räknas som det år klubben grundades.
Stångenäs AIS har fostrat flera fina fotbollsspelare genom åren, till exempel Sten Pålsson och Osborne Larsson som båda blev mycket uppskattade spelare i GAIS. För närvarande huserar klubben i Div.4Bohuslän/Dalsland men har genom åren främst spelat i Div.4 och Div.5.
Laget spelar sina hemmamatcher på konstgräsbelagda Brastad Arena.
Klubben är uppdelad i två idrottsliga block men har gemensam styrelse.
Block 1 består av fotboll, bordtennis och innebandy.
Block 2 består av orientering, skidor och friidrott.